# Concholepas
Concholepas là một chi ốc biến săn mồi có cỡ vừa đến lớn, là động vật thân mềm chân bụng sống ở biển trong họ Muricidae, họ ốc gai.

## Các loài
Các loài trong chi Concholepas gồm có:
- Concholepas bezoar
- Concholepas bulboza
- Concholepas concholepas (Bruguière, 1789)
- Concholepas kieneri